# Панькова (Львовская область)
Панькова (укр. Панькова) — село в Бродовской городской общине Золочевского района Львовской области Украины.
Население по переписи 2001 года составляло 68 человек. Занимает площадь 0,2 км². Почтовый индекс — 80622. Телефонный код — 3266.